# Toncz Tibor
Toncz Tibor (Budapest, 1905. szeptember 26. – Budapest, 1979. november 9.) Munkácsy Mihály-díjas magyar festő, grafikus, karikaturista, könyvillusztrátor.

## Életútja
Toncz Sándor és Mátay Gizella fiaként született. Mérnöknek készült, ám Kolozsvárott festeni, a budapesti Iparrajziskolában rajzolni tanult. Riportrajzokat, könyvillusztrációkat, karikatúrákat és reklámgrafikákat készített. Díszlettervezéssel is foglalkozott. 1925–1927 között a Tolnai Világlapjának, 1932-től a Délibáb, majd az Új Magazin munkatársa lett. Mindkét újságnak írásokhoz és cikkekhez készített illusztrációkat. 1930-tól tagja volt a Magyar Rajzolóművészek Egyesületének. Megjelentek munkái: az Ünnep, Vasárnapi Újság, Liliput, Pesti Futár, Forrás, Gyermekvilág című lapokban. Karikatúrái jelentek meg (1944-ben) a Pesti Posta című politikai vicclapban. 1945–1947 között a Dolgozók Világlapjának rajzolt. 1946–1949 között a Szabadszáj című lapnak is rajzolt. 1948-ban lett a Ludas Matyi művészeti szerkesztője. Rajzaiban néhány, elegáns könnyed vonallal emberi sorsokat, konfliktusokat tudott humorosan elmondani. Könnyedén odavetett, impresszionista vonalakkal, kalligrafikusan dolgozott. Franciás, lezser, mondén rajzokat készített, hosszú lábú, szép nőket rajzolt, elegáns, jó kompozíciójú rajzoló volt. Hat hét Kínában címmel albumot adott ki (1956), melyben a kínai tanulmányútja során készített grafikáit válogatta össze. A több mint 200 riportrajzát, portréit és vízfestményeit számos kiállításon is bemutatta. Nyugdíjasként is rajzolt a Ludasnak, országos és vidéki lapoknak. Munkásságát Munkácsy-díjjal jutalmazták. (1956) Szignó: Toncz Tibor.
Felesége Nasch Rózsa volt, Nasch Lipót Áron és Mechlovits Emma lánya, akivel 1934. május 9-én Budapesten kötött házasságot.

## Díjai, elismerései
- Jean Effel különdíj (1955)
- Szocialista Munkáért Érdemérem (1955, 1960)[4][5]
- Bécsi Nemzetközi Karikatúra Kiállítás díja (1955)
- Munkácsy Mihály-díj (1956)

## Könyvei
- Hat hét Kínában (1956)
- A békéért (1959)
- Paprika (antológia) (1959)

## Fontosabb illusztrációi
- Ha felszáll a köd (1958)
- A Földrengések szigete (1958)
- A Ceresz foglyai
- Zsebek és emberek

## Publikációi
| - Tolnai Világlap (1924–44) - A Pesti Hírlap Vasárnapja (1930–35) - Délibáb (1932–44) - Új Magazin (1934–38) - Ünnep (1935) - Vasárnapi Újság (1935–39) - Liliput (1938) - Pesti Futár (1938) - Forrás (1942) - Gyermekvilág (1943) - Pesti Posta (1944) - Dolgozók Világlapja (1945–48) - Ludas Matyi (1945–79) - Szabad Száj (1946–49) - Szabad Száj Naptár (1947) - Színház és Mozi (1948–50) - Szabad Ifjúság (1952–56) - Farsangi Mulatságok (1952–55) - Világ Ifjúság (1953–56) - Béke és Szabadság (1954) - Röplap (1954) - Színház és Mozi (1955) - Népakarat (1957) - Élet és Irodalom (1957–62) - Gondűző Naptár (1957) | - Ország-Világ (1957–59) - Érdekes Újság (1957–58) - Népszava (1958) - Tükör (1958) - Esti Hírlap (1958–60) - Képes Magyarország - (1960–62) - Füles (1960) - Film Színház Muzsika (1960) - Csúzli (1960) - Kisalföld (1961–64) - Néplap (1961) - Vas Népe (1961–63) - Magyar Ifjúság (1961) - 80 rajzzal a Föld körül (1961) - Fejér Megyei Hírlap (1962–64) - Dolgozók Lapja (1962–64) - Anna Bál (1962) - Új Néplap (1962–64) - Tavaszi Tárlat (1962) - Füles Évkönyv (1962) - Ludas Matyi Magazin (1963–67) - Őszi Kis Ludas (1966) - Krimi Magazin (1966) - Nyári Kis Ludas (1966) | - Tavaszi Kis Ludas (1966) - Sportoló Kis Ludas (1967) - Mindent tudó Kis Ludas (1967) - Ország-Világ (1967) - Magyar Hírek Kalendáriuma (1976) - Ludas Matyi Évkönyv (1979) |